# Lê Văn Tỵ

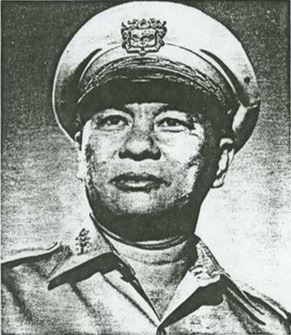
Lê Văn Tỵ

Lê Văn Tỵ (* 1904 in Cap Saint-Jacques, Französisch-Indochina; † 20. Oktober 1964 in Saigon, Republik Vietnam) war ein südvietnamesischer General.
Bereits in jungen Jahren schloss er sich der französischen Kolonialarmee an und wurde zum Offizier ausgebildet. Er diente hier über 30 Jahre lang und kämpfte auf französischer Seite im Indochinakrieg. 1949 wurde der profranzösische Staat Vietnam unter Bảo Đại geschaffen, und die vietnamesischen Kolonialtruppen einschließlich Capitaine Tỵ gingen in der Vietnamesischen Nationalarmee auf.
Nach Kriegsende kam es ab Oktober 1954 in Südvietnam zu einem Machtkampf zwischen dem profranzösischen Armeechef Nguyễn Văn Hinh und dem proamerikanischen Ngô Đình Diệm. Diệm setzte sich einige Wochen später mit US-Unterstützung durch, Hinh wurde politisch kaltgestellt und verließ das Land. Als neuer Generalstabschef wurde am 9. November 1954 Lê Văn Tỵ ernannt, der zwar wie alle führenden Offiziere als äußerst frankophil galt, aber als „gutmütige väterliche Figur“ keine politischen Ambitionen hegte und somit keine Gefahr für Diệm darstellte. Frankreich verlor damit endgültig seinen Einfluss auf die Politik Vietnams. Bereits im Frühjahr 1955 leitete Tỵ die Zerschlagung der halbmilitärischen Bình Xuyên in der sogenannten Schlacht um Saigon.
Mit der Ausrufung der Republik Vietnam im Oktober 1955 wurde aus der Nationalarmee die ARVN. Tỵ wurde Vorsitzender des Vereinigten Generalstabs der Streitkräfte der Republik Vietnam und damit formal ranghöchster Militär des Landes. Am 11. November 1960 kam es zu einem Militärputsch gegen das Diệm-Regime, bei dem Tỵ von den Putschisten unter Hausarrest gestellt wurde. Er schaffte es, die Beteiligten davon zu überzeugen, keine Artillerie in der Hauptstadt einzusetzen und damit viele zivile Todesopfer zu vermeiden. Die Putschisten um Nguyễn Chánh Thi schlugen vor, Tỵ zum Verteidigungsminister zu ernennen, wozu sich Diệm bereit erklärte; Tỵ selbst lehnte aber ab. Der Putsch scheiterte.
1963 erkrankte Tỵ an Krebs und reiste zur Behandlung in die USA. Er gab seinen Posten an seinen deutlich entschlosseneren Stellvertreter Trần Văn Đôn ab. Während er sich in den Vereinigten Staaten aufhielt, putschten Đôn, Lê Văn Kim und Dương Văn Minh mit amerikanischer Unterstützung erfolgreich gegen Diệm und ließen diesen umbringen.
Lê Văn Tỵ kehrte als sterbender Mann nach Vietnam zurück. Kurz vor seinem Tod wurde er zum Marschall (Fünf-Sterne-Armeegeneral, Thống tướng) befördert; er war die einzige Person die diesen Titel jemals erhielt. Er wurde auf dem Saigoner Mạc-Đĩnh-Chi-Friedhof in einem prachtvollen Grabmal beigesetzt.